# Центр современного искусства UCCA
Центр современного искусства UCCA (кит. трад. 尤伦斯当代艺术中心, англ. UCCA Center for Contemporary Art, сокр. UCCA) — ведущее китайское независимое учреждение современного искусства в Пекине, Китай.
Центр расположен в самом сердце пекинской арт-зоны 798 и принимает порядка миллиона посетителей в год. Первоначально был известен как Центр современного искусства Улленса (Ullens Center for Contemporary Art — UCCA), он претерпел существенную реструктуризацию в 2017 году и в настоящее время работает как группа UCCA, состоящая из двух отдельных организаций: UCCA Foundation — некоммерческая структура, которая организует выставки и исследования, а также проводит публичные программы; и UCCA Enterprises — семейство ориентированных на искусство розничных и образовательных предприятий. В 2018 году группа UCCA открыла дополнительный музей UCCA Dune Art Museum в Бэйдайхэ — приморском курортном городке провинции Хэбэй. Философия UCCA основана на принципах и вере, что новое искусство может изменить жизнь, расширить перспективы и обогатить диалог между Китаем и внешним миром.

## История и деятельность
В ноябре 2007 года, желая вовлечь китайское современное искусство в глобальный художественный диалог, бельгийский коллекционер произведений искусства и меценат Гай Улленс со своей женой Мириам вложили значительные средства в создание такого музея в Китае. Первая же выставка, проведённая музеем, куратором которой стали Гай и Мириам Улленс, а также директор и ветеран китайского авангарда Фэй Давэй, называлась «85 New Wave: The Birth of Chinese Contemporary Art», став вообще первой китайской музейной выставкой, которая исследовала данную тему — художественное движение 1980-х годов. В 2008 году французский критик и куратор Жером Санс стал первым директором UCCA, предприняв шаги, чтобы открыть Центр современного искусства для широкой публики с помощью смелых и актуальных выставок ведущих китайских и международных деятелей, включая Яна Пэй-Мина, Моны Хатум, Цю Чжицзе, Олафура Элиассона, Лю Сяодуна и Ван Цзяньвэя.
В 2012 году Центр современного искусства UCCA начал свою новую главу существования под совместным руководством Мэй Сюэ и Филиппа Тинари, сосредоточившись на том, чтобы приблизить художественное учреждение к своей аудитории, одновременно свою операционную модель. Вместе они представили такие инициативы, как Совет покровителей (Patrons Council) — первая группа в своём роде доноров в Китае, а также ежегодный аукцион Gala and Benefit Auction — который быстро стал ключевым источником поддержки постоянного развития UCCA. Программа выставки продолжала расширяться, в ней приняли участие всемирно признанные художники, в том числе Гу Дексин (Gu Dexin), Тино Сегал, Сюй Чжэнь, Лю Вэй, Уильям Кентридж, Роберт Раушенберг и Цзэн Фаньчжи. Также проходят серия персональных выставок на основе проектов, ориентированных на молодых китайских художников.
В июне 2017 года группа китайских инвесторов объединилась, чтобы реструктурировать UCCA, разделив её коммерческие и некоммерческие функции для обеспечения долгосрочного существования в будущем. В этом же году директор UCCA Филипп Тинари был приглашённым сокуратором выставки «Art and China after 1989: Theater of the World» вместе с Александрой Мунро и Хоу Ханру, которая стала наиболее полным показом китайского искусства на сегодняшний день в Соединённых Штатах.
Настоящие помещения UCCA занимают здание бывшей фабрики, разработанного восточно-германскими архитекторами из Dessau Design Institute — преемника германского учебного заведения Баухаус, и было построено в 1957 году. Полностью отремонтированное архитекторами Жаном-Мишелем Вильмоттом и Цинъюнь Ма в 2007 году, оно имеет общую площадь 8000 квадратных метров, в том числе Большой зал (Great Hall) площадью 1800 квадратных метров, а также другие выставочные залы, 150-местный зрительный зал с оборудованием для кинопоказов и синхронного перевода, магазин, детский образовательный центр, помещения для проведения встреч и мероприятий. В 2018 году Центр современного искусства UCCA заручился поддержкой голландской архитектурной фирмы Office for Metropolitan Architecture для перепланировки своих помещений, добавив новое кафе, библиотеку и архив, а также полностью модернизированные фойе и выставочные залы. 
В четырёх основных пространствах Центра современного искусства каждый год проводится около пятнадцати выставок различного масштаба. за свою историю существования он представил более ста выставок и привлек более 4 миллионов посетителей. Начиная со своей программной выставки «85 New Wave: The Birth of Chinese Contemporary Art», центр провёл масштабные групповые выставки «Breaking Forecast: 8 Key Figures of China’s New Generation Artists» (2009), «ON | OFF: China’s Young Artists in Concept and Practice» (2013), «Hans van Dijk: 5000 Names» (2014); а также крупные персональные выставки «Liu Xiaodong: Hometown Boy» (2010), «Wang Jianwei: Yellow Signal» (2011), «Gu Dexin: The Important Thing Is Not The Meat» (2012), «Wang Xingwei» (2013), «Xu Zhen: a MadeIn Company Production» (2014) и «Liu Wei: Colors» (2015). В числе иностранных экспозиций были показаны «Inside A Book A House of Gold: Artists’ Editions for Parkett» (2012), «Indian Highway» (2012), «DUCHAMP and/or/in CHINA» (2013), «The Los Angeles Project» (2014). Художественный центр стал местом для показа работ работ Олафура Элиассона, Тино Сегала, Тацуо Миядзимы, Тарины Саймон и Стерлинга Руби, знакомящих Китай с этими значительными фигурами в современном искусстве.
11 февраля 2017 года Центр современного искусства UCCA получил награду Global Fine Art Awards за проведённую выставку «Rauschenberg in China».
В числе других проектов группы UCCA — UCCA Dune (дочерний музей), UCCA Store (площадка-магазин для диалога в индустрии современного дизайна), UCCA Kids (музейная образовательная программа для детей от двух до восьми лет). Исследовательский отдел UCCA занимается организацией научных программ, связанных с собственными выставками, а также архивированием материалов центра с целью сделать их легко доступными в Интернете.

Выставка «Match Fixed» авторов Thukral & Tagra
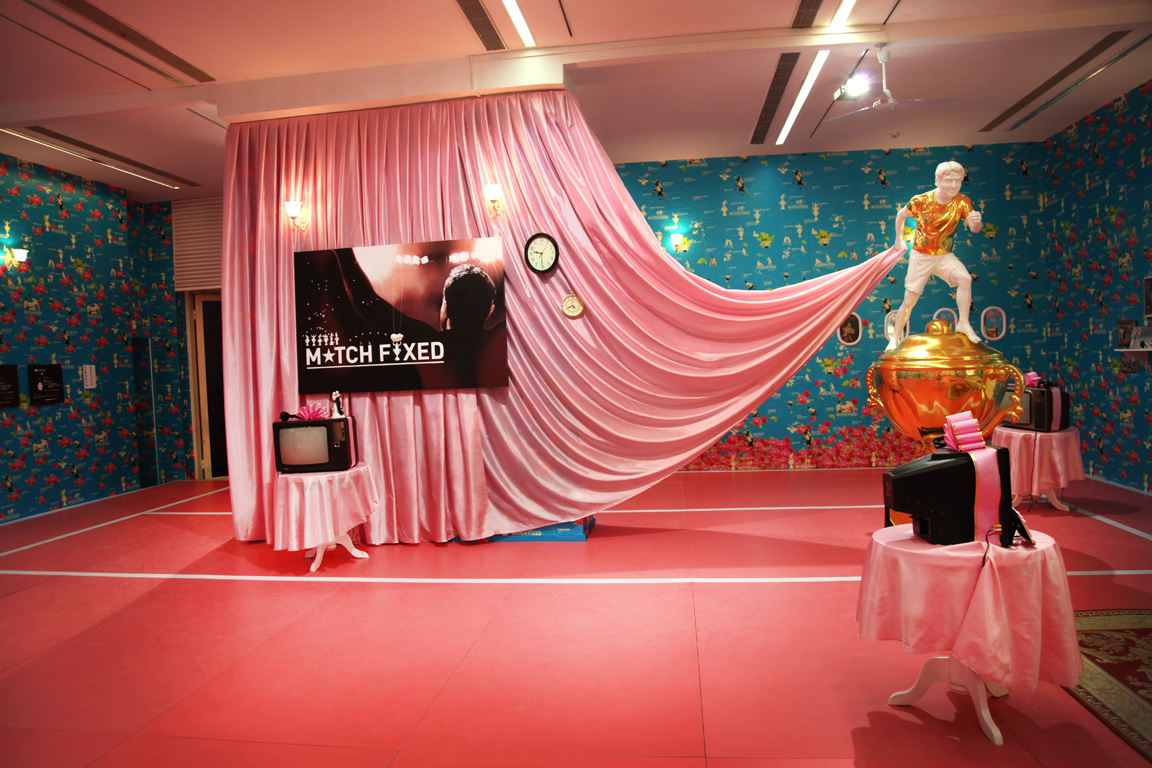
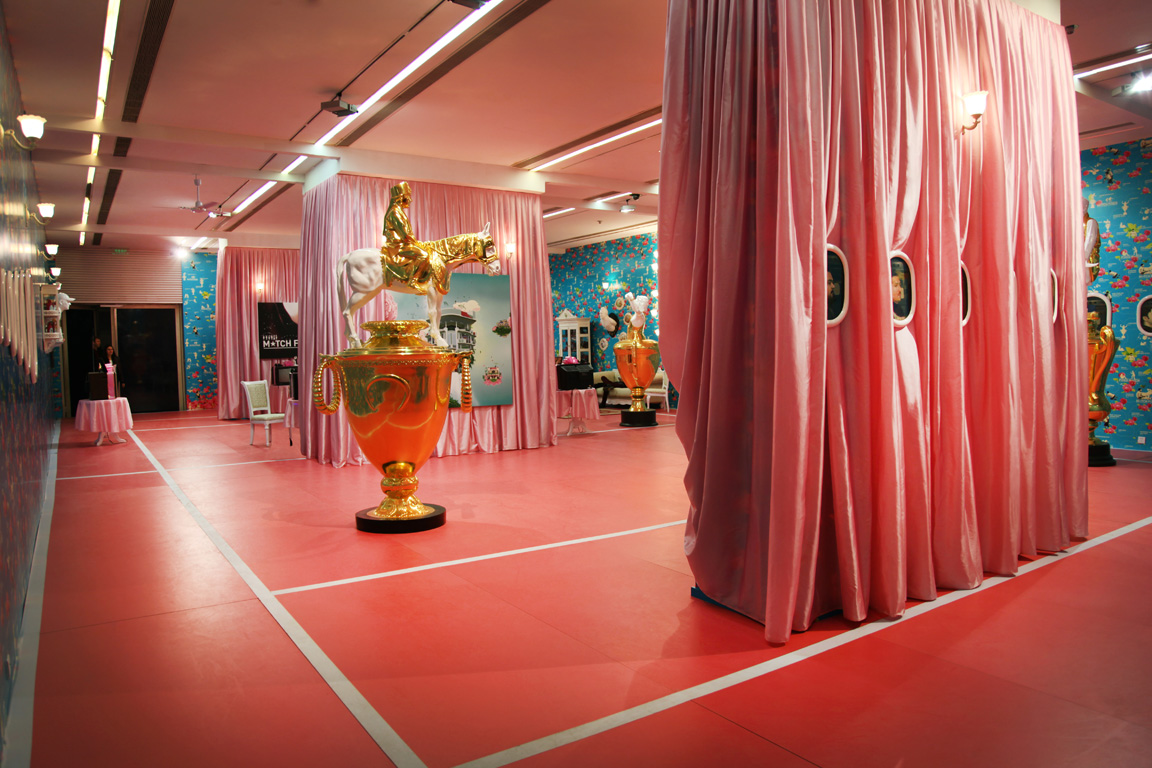
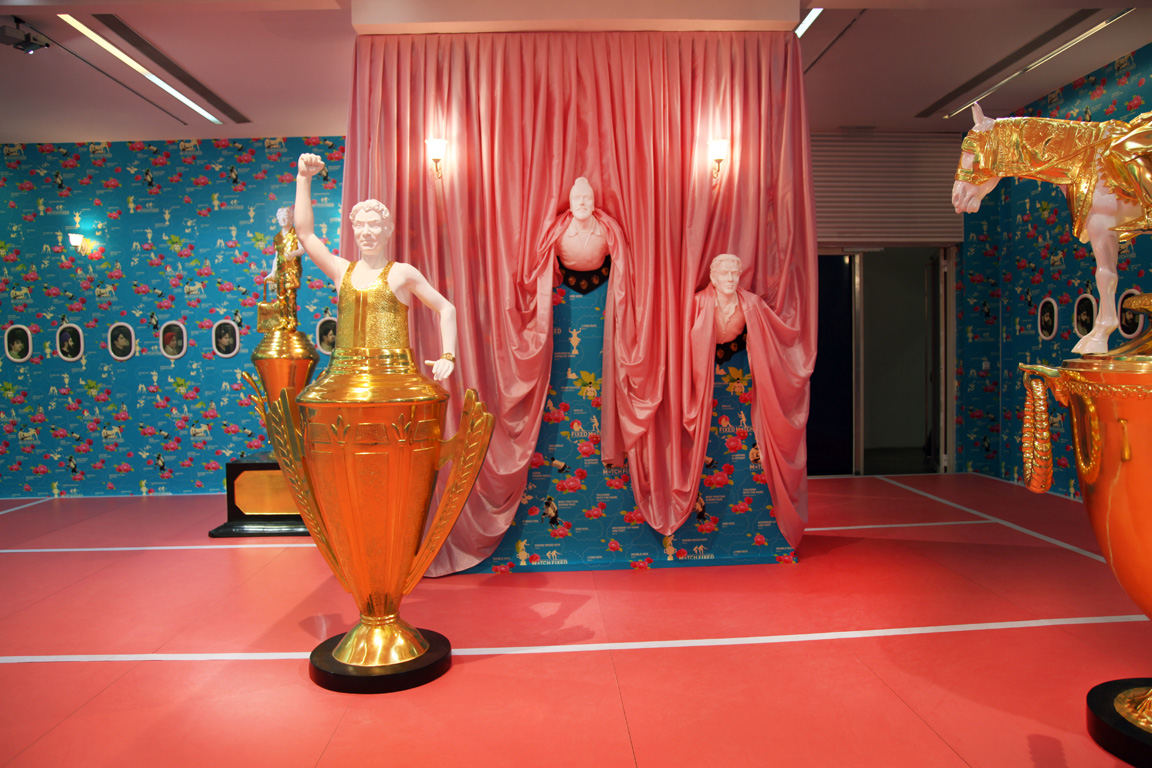

- Выставка «Match Fixed» авторов Thukral & Tagra[англ.]